# Plataforma (Salvador)
Plataforma é um bairro de Salvador, capital do estado brasileiro da Bahia. O bairro está inserido na região administrativa dos Subúrbios Ferroviários, a RA XVII, e é vizinho a Itacaranha, ao Parque São Bartolomeu e à Enseada do Cabrito.

## Topônimo
O nome "Plataforma" pode ter surgido pelo fato de ter existido uma balsa que se parecia com uma plataforma flutuante que fazia o percurso marítimo das pessoas daquela localidade até o bairro da Ribeira, nessa época ônibus e trens ainda não existiam ou tinham seu funcionamento precário.

## Demografia
Foi listado como o bairro mais calmo, segundo dados do Instituto Brasileiro de Geografia e Estatística (IBGE) e da Secretaria de Segurança Pública (SSP) divulgados no mapa da violência de bairro em bairro pelo jornal Correio em 2012. Ficou entre os mais violentos em consequência da taxa de homicídios para cada cem mil habitantes por ano (com referência da ONU) ter alcançado o nível mais negativo, com o indicativo de "mais que 90", sendo um dos piores bairros na lista.